# Telešah
Telešah (eng. telechess), vrsta daljinskog šaha. Igrao se prije postojanja interneta. Bio je relativno popularan. Između 1977. i 1990. organizirane tri olimpijade telešaha. U biti je ovo šah na granici između dopisnog šaha i igranja šaha na internetskom poslužitelju. Koristio se teleks. Teleks je metoda slanja tekstualnih poruka odvojena od telefonskog sustava i poruke su se mogle slati/primati diljem svijeta. Problem je što su partije bile vrlo spore i mogućnosti sprječavanja varanja bile su vrlo ograničene.